# Ceropegia ensifolia
Ceropegia ensifolia är en oleanderväxtart som beskrevs av Richard Henry Beddome. Ceropegia ensifolia ingår i släktet Ceropegia och familjen oleanderväxter. Inga underarter finns listade i Catalogue of Life.